# Beechaganahalli, Gudibanda
Beechaganahalli là một làng thuộc tehsil Gudibanda, huyện Kolar, bang Karnataka, Ấn Độ.